# تورو کاواشیما
تورو کاواشیما (انگلیسی: Toru Kawashima؛ زادهٔ ۴ ژوئن ۱۹۷۰) بازیکن فوتبال اهل ژاپن است.
از باشگاه‌هایی که در آن بازی کرده‌است می‌توان به باشگاه فوتبال گامبا اوساکا اشاره کرد.